# Piedras deslizantes

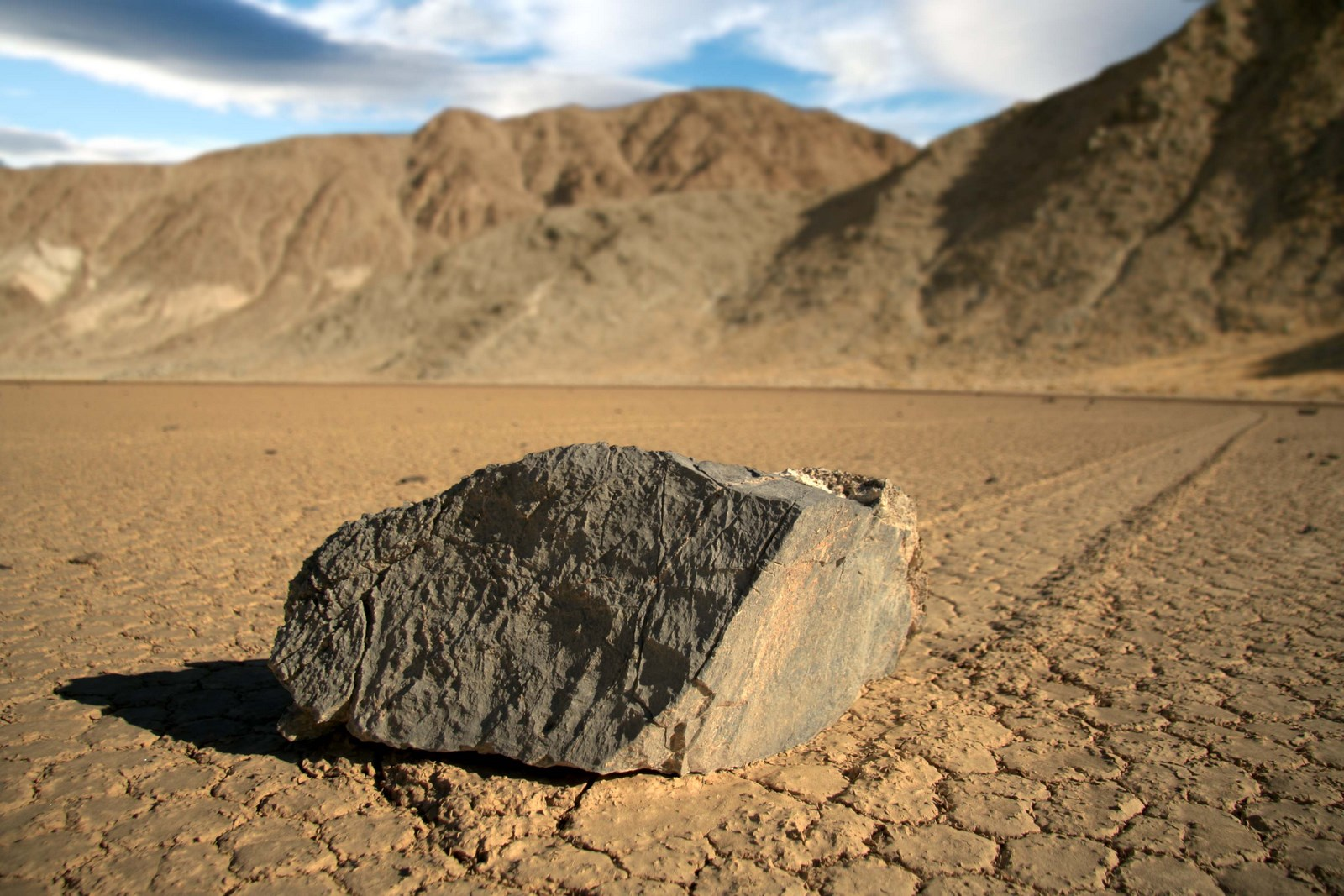
"Piedra viajera" en Racetrack Playa.

Las piedras navegantes, también conocidas como piedras deslizantes y piedras móviles (en inglés: sailing stones, sliding stones o moving rocks), son un fenómeno geológico por el cual las rocas se mueven, sin intervención humana o animal, y dejan largas trazas, a modo de surco,  en una superficie llana. Se han observado y estudiado este tipo de huellas en varios sitios, desde el suroeste estadounidense, donde son más numerosas, hasta el Sahara tunecino. Las trazas que más se han estudiado, debido a su elevado número y longitud, son las de Racetrack Playa, en el Valle de la Muerte de California, Estados Unidos. Las piedras y sus movimientos fueron estudiados hasta resolver el misterio en 2014. 
Se mueven solo cada dos o tres años y la mayoría de sus huellas se conservan durante tres o cuatro años. Las piedras con base angulosa dejan trazas estriadas y rectas, mientras las que tienen base lisa dejan marcas divagantes. A veces, las piedras se vuelcan, y ponen en el suelo otra de sus caras que deja un rastro diferente.
Las trazas comúnmente tienen orientaciones y longitudes que difieren de unas a otras. Las piedras que empiezan su trayecto junto a otras,  pueden viajar en paralelo hasta que algunas de ellas se desvía según cualquier dirección o, incluso, retrocediendo. Piedras del mismo tamaño pueden dejar trazas de distinta longitud.

## Descripción

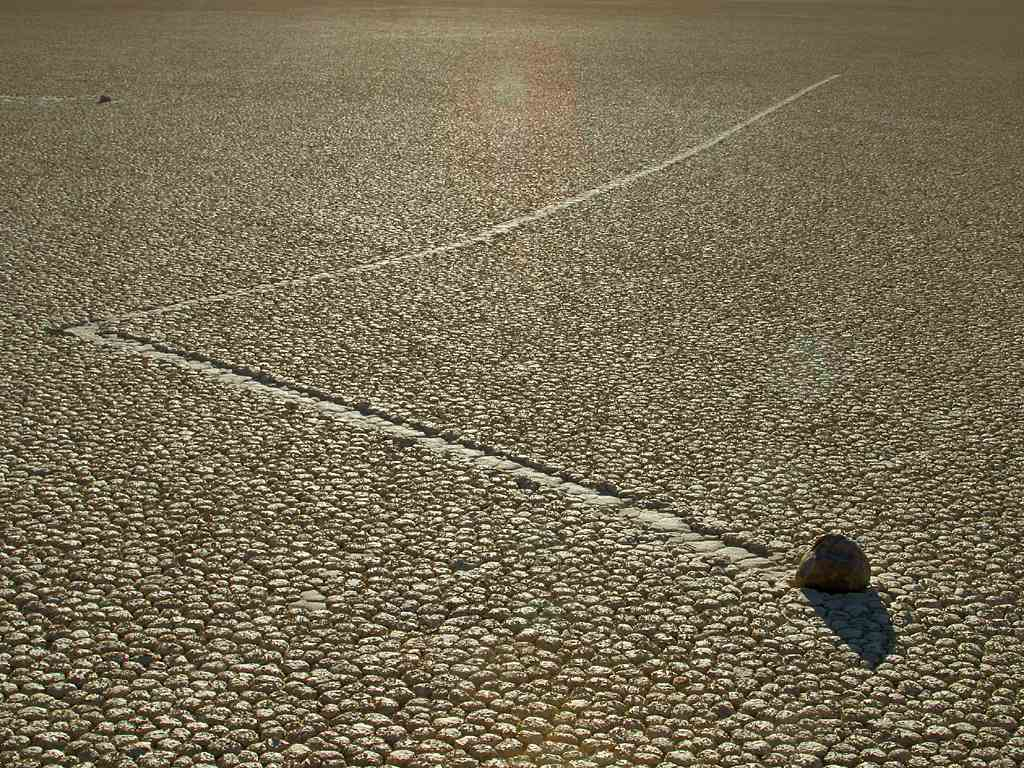
Algunas sendas de las piedras no son lineales.

Muchas de las llamadas piedras deslizantes provienen de un promontorio de 260 metros de altura situado en el extremo sur de la Racetrack Playa formada por dolomías negras en el Parque nacional del Valle de la Muerte. Otras son rocas ígneas intrusivas que derivan de relieves próximos constituidos, fundamentalmente, por sienitas ricas en feldespato. Las trazas miden de 3 a 30 metros de longitud y de 8 a 30 centímetros de anchura. Su profundidad media es 2,5 centímetros. El tamaño medio de las rocas oscila entre 15 y 45 cm.
Se cree que las condiciones necesarias para que las rocas se muevan son:
- Una superficie saturada en agua.
- Una delgada capa de arcilla.
- Fuertes ráfagas de viento como fuerza inicial.
- Vientos fuertes sostenidos para mantener a las piedras en movimiento.

Y en algunas hipótesis
- Placas de hielo.
- Tapices microbianos

## Investigaciones previas

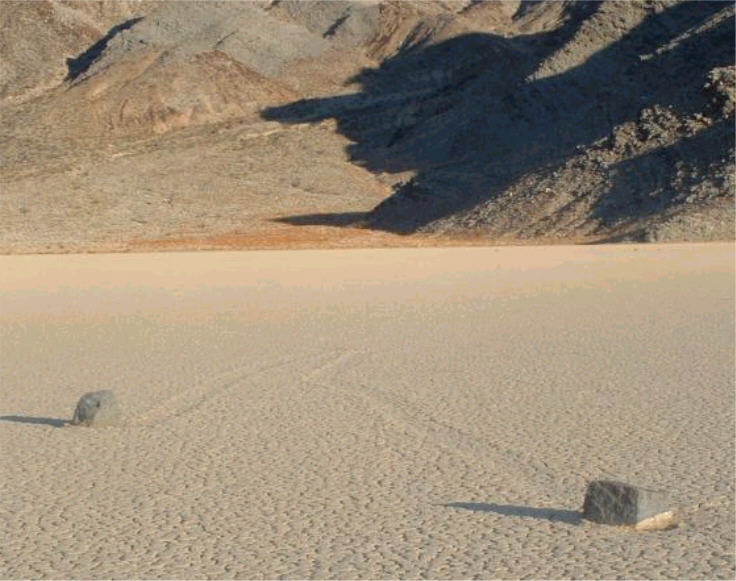
Dos piedras en Racetrack Playa.

Los geólogos Jim McAllister y Allen Agnew cartografiaron el área en 1948 y publicaron el primer artículo sobre las rocas deslizantes. Más tarde, los naturalistas del National Park Service escribieron más descripciones y detalles y la revista Life incluyó una galería de fotos de Racetrack. En ese momento comenzaron las especulaciones sobre los procesos que movían las piedras. Se propusieron diversas posibles explicaciones que variaban entre las que invocaban lo sobrenatural y las muy complejas. Muchas hipótesis postuladas por geólogos sugerían que fuertes vientos actuando sobre el barro húmedo podrían ser, al menos en parte, responsables del fenómeno. Algunas piedras pesaban igual que un humano; investigaciones, como la del geólogo George M. Stanley, publicada en 1955, sostenían que tales rocas eran muy pesadas para que fuesen movidas por el viento. Apoyaba la idea de que una capa de hielo alrededor de las piedras ayudaba a aumentar la superficie expuesta al viento o favorecía el comienzo del movimiento.
Robert P. Sharp y Dwight L. Carey iniciaron su trabajo de campo con las piedras de Racetrack en mayo de 1968 y lo terminaron en mayo de 1975. Visitaron el lugar en dieciséis ocasiones durante esos siete años y monitorizaron treinta piedras etiquetadas determinando su posición mediante estacas de acero clavadas en la superficie arcillosa. Sus cambios de posición fueron anotados durante un período de 7 años. Si las rocas se movían, se clavaban nuevas estacas a su lado.
Sharp y Carey también sometieron a prueba la hipótesis de la capa de hielo, acorralando un grupo seleccionado de piedras. Se construyó un corral de 1,7 metros de diámetro, con barras separadas entre sí de 64 a 76 cm, alrededor de una piedra de 0.5 kg que dejaba trazas de 7.5 cm de ancho. De modo que, si una capa de hielo se hubiera formado alrededor de las piedras para favorecer su movimiento, las barras habrían frenado o desviado el movimiento. Nada de eso ocurrió. En el siguiente invierno la piedra se salió fuera del corral y recorrió 8 metros hacia el noroeste, a la vez que dos piedras más pesadas entraron en el corral. Una de ellas se movió 5 años más tarde en la misma dirección que la primera, pero su compañera no se movió durante el período de estudio. Esto indica que si el hielo jugó un papel en el movimiento de las piedras, entonces el collar de hielo que las envolvía debía de ser pequeño.

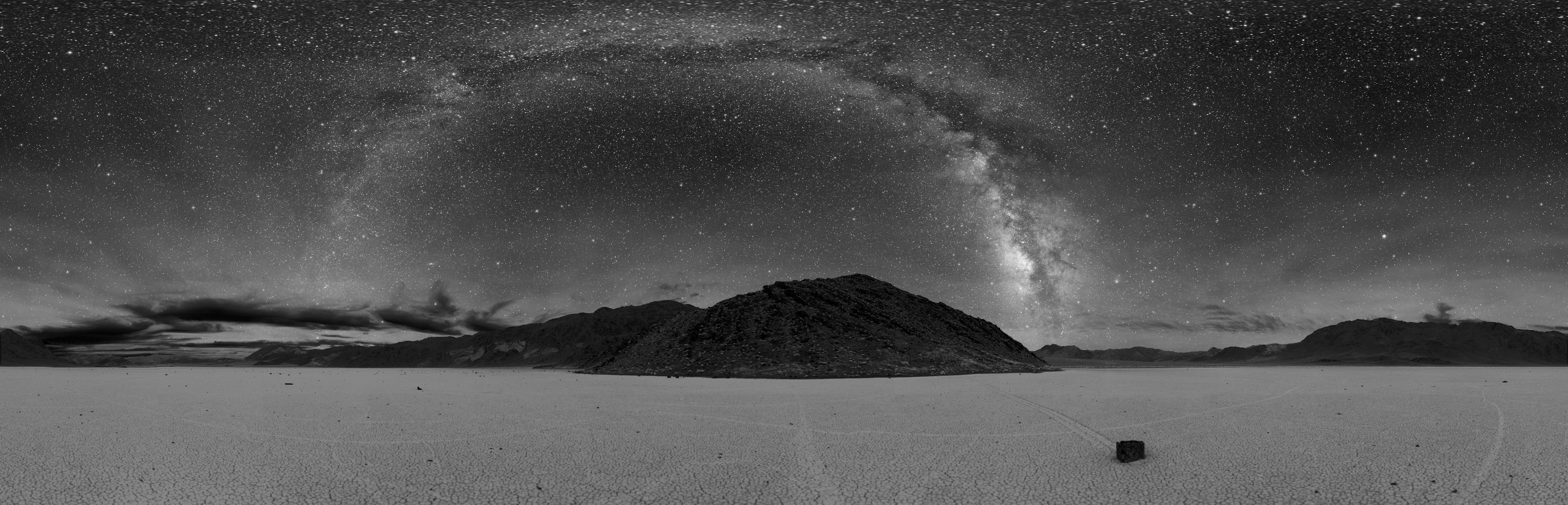
Un panorama de la Vía Láctea con las sendas de las piedras deslizantes abajo. Puede observarse una piedra en la derecha de la imagen.

De las 25 piedras iniciales, 10 se movieron en el primer invierno; Mary Ann (piedra A) cubrió la distancia más larga: 64,5 m. En dos de los siguientes seis inviernos monitorizados,  también se detectaron múltiples movimientos de piedras. No se confirmó que ninguna piedra se hubiese movido durante el verano. Durante algunos inviernos se movieron pocas o ninguna piedra. Finalmente, todas excepto dos de las 30 piedras monitorizadas se movieron durante los 7 años estudiados. Con 6.5 centímetros de diámetro, Nancy (piedra H) fue la piedra más pequeña monitorizada. También se movió y dejó la traza acumulada más larga, 262 metros, y realizó en un único movimiento el trayecto más grande, 201 metros. La piedra más grande que se movió pesaba 36 kg.
Karen (piedra J) es un bloque de dolomita de 74 × 48 × 51 cm y tiene un peso estimado de 320 kg. y no se movió durante el periodo de estudio. La piedra pudo haber creado su antigua y recta senda de 170 m por el impulso que produjo su caída sobre la playa húmeda. Sin embargo, Karen desapareció antes de mayo de 1994, posiblemente durante el inusual húmedo invierno de 1992 a 1993. La eliminación por motivos artificiales se consideró improbable debido a que no se apreció el tipo de daño que un camión y un cabestrante podrían haber causado en la playa. Finalmente, Karen fue redescubierta por la geóloga Paula Messina en 1996, mucho más al norte de donde Sharp la había visto por última vez.
El profesor John Reid dirigió la investigación de seis estudiantes del Hampshire College y de la Universidad de Massachusetts en un estudio continuado en 1995. Encontraron trazas bastante congruentes dejadas por piedras que se movieron a finales de la década de 1980 y durante el invierno de 1992-1993. Se demostró más allá de una duda razonable, que, al menos, algunas piedras se movieron en témpanos de hielo que podrían haber llegado a medir 800 metros de ancho. Las evidencias físicas incluían la presencia de hileras de piedras que solo podían haber sido creadas al moverse en finas capas de hielo. Así que se cree que el viento, por sí solo, y el viento junto con témpanos de hielo son las fuerzas motrices.
Los físicos Bacon et al.,  estudiaron el fenómeno en 1996 en el lago-playa Owens Dry y encontraron que las ráfagas de viento pueden comprimirse e intensificarse por ser la superficie de la playa tan lisa y llana. También encontraron que las capas límites (la región justo por encima del suelo donde los vientos son más lentos debido a la fricción) en ese tipo de superficies pueden rebajarse unos 5 cm. Esto significa que las piedras de unos cuantos centímetros de alto pueden sentir toda la fuerza del viento sostenido y de las ráfagas de viento, que puede alcanzar 145 km/h durante las tormentas invernales. Se piensa que estas ráfagas aportan la fuerza inicial, mientras que los vientos sostenidos mantienen el movimiento de las piedras, posiblemente a una velocidad moderada (para mantener el movimiento se necesita sólo la mitad de la fuerza necesaria para iniciar el viaje de la piedra).
El viento y el hielo son la hipótesis preferidas para estas misteriosas piedras deslizantes. En una nota publicada en  «Surface Processes and Landforms»,  Don J. Easterbrook menciona que la ausencia de trazas paralelas entre algunas piedras, podía ser debida a la rotura de una placa de hielo, lo que produce rutas alternativas. Aunque el hielo se rompa en bloques más pequeños, sigue siendo necesario para que las rocas se deslicen.

## En España

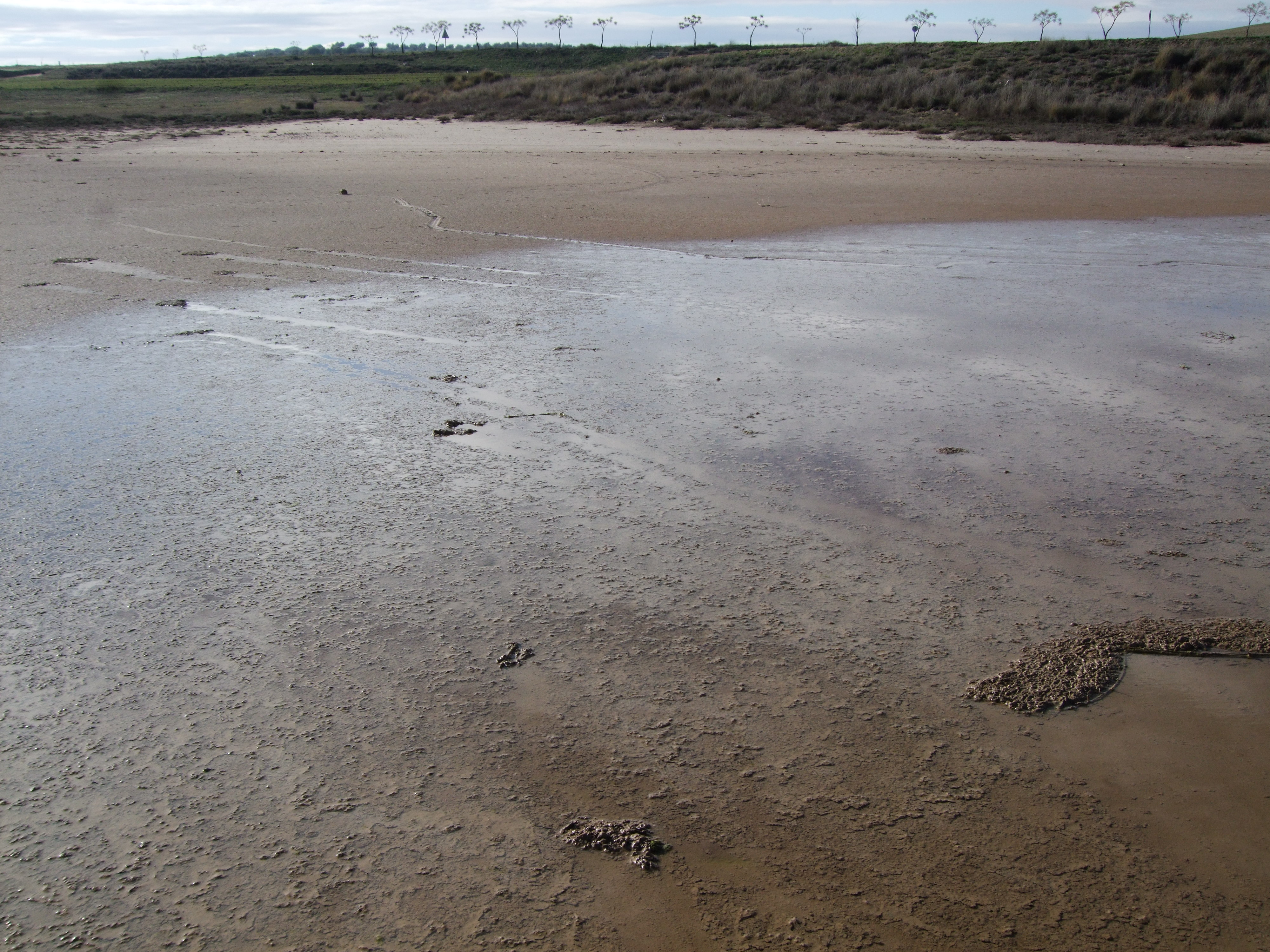
Trazas dejadas por rocas y sedimentos en la laguna de Altillo Chica, Lillo (Toledo).

El fenómeno de las rocas que se mueven, aparentemente solas,  parecía producirse únicamente en el suroeste de Estados Unidos. Pero, en 2013, se describieron numerosas trazas similares a las de Racetrack en una laguna efímera denominada Altillo Chica en Lillo (Toledo), España.
Las trazas, que llegan a superar los 100 metros de longitud, presentan estrías longitudinales, describen una trayectoria serpenteante desde el interior de la laguna hacia la orilla y finalizan en rocas que pueden superar los cinco kilogramos de peso. Junto a los rastros de las rocas, se observan otros que terminan en montones de fango y pueden incluir ramas de arbustos o rocas en su seno. Incluso, algunas de estas rocas errantes descansan sobre estos montículos. 
La buena conservación de las trazas y de las estructuras sedimentarias asociadas (ripples y fragmentos de tapices microbianos arrugados) en la laguna de Altillo Chica, permitió a Sanz Montero y Rodríguez Aranda desarrollar un modelo alternativo sin la intervención del hielo, ya que las temperaturas que se registran en el área durante el invierno no son lo suficientemente bajas ni duraderas como para helar el agua salobre de las lagunas. Proponen que el movimiento de las rocas se produce durante episodios tormentosos, cuando el fuerte viento origina corrientes de agua que rompen y arrastran trozos de los tapices microbianos desarrollados sobre el sedimento de la laguna. La rotura del tapiz causa la exposición súbita del sedimento. Éste es muy poco denso y contiene abundantes burbujas de gas, lo que le dota de una gran flotabilidad que favorece que, propulsado por la corriente, se deslice por la superficie. Las masas de sedimento deslizadas arrastran consigo las piedras y otros objetos tales como ramas y herbáceas que arraigaban en el sedimento.
Un nuevo estudio confirmó que las trazas se forman en el humedal manchego por la acción de las fuertes corrientes que se generan en el agua cuando el viento sopla con intensidad. A pesar de que el espesor de la lámina de agua es muy reducido (2-3 cm) y el fondo de las lagunas es muy plano, se han medido velocidades en la corriente de agua de 2 m/s para vientos moviéndose a 14 m/s. Estas corrientes de agua producen numerosas estructuras de erosión y socavan surcos alrededor de las piedras depositadas en el fondo, especialmente en las que sobresalen del agua.

## Observación del movimiento de las rocas

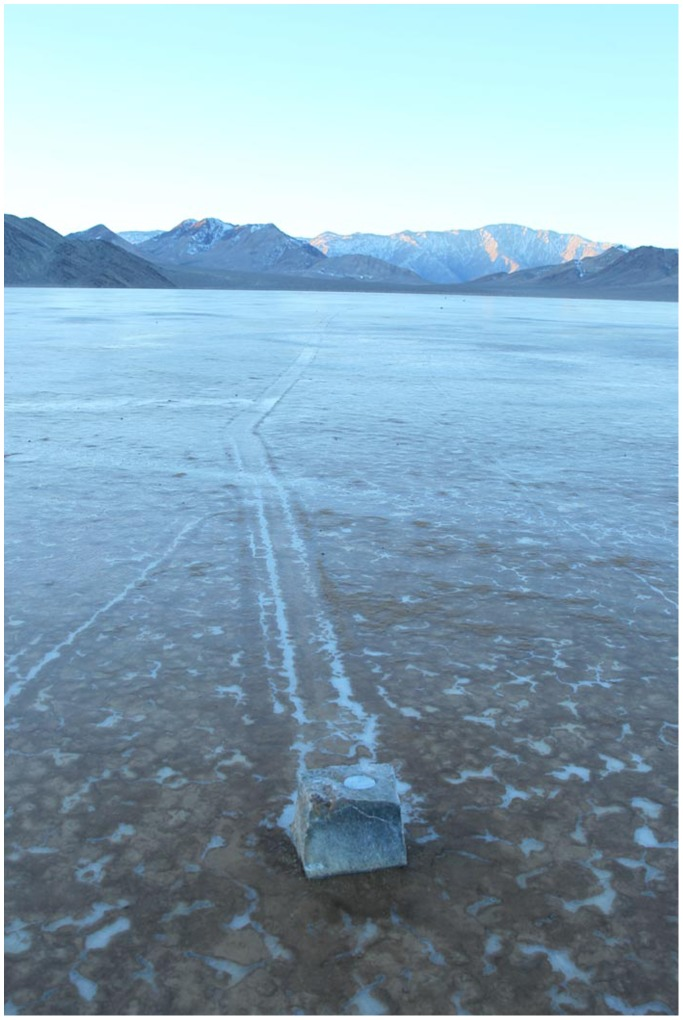
Una piedra utilizada en la investigación de Norris en la que se puede ver la unidad de GPS dentro de una cavidad perforada en su parte superior.

En agosto de 2014, Richard Norris, James Norris, Ralph Lorenz, Jib Ray y Brian Jackson publicaron un estudio en PLOS ONE en el que afirmaron haber observado directamente de forma científica y por primera vez el movimiento de las rocas.
Para ello utilizaron rocas provistas con GPS, una estación meteorológica y la técnica fotográfica de cámara rápida o time-lapse. El 20 de diciembre de 2013 registraron el deslizamiento de más de 60 piedras. Entre diciembre de 2013 y enero de 2014, algunas de ellas llegaron a desplazarse 224 metros en varios episodios. 
Observaron que el movimiento se producía cuando una fina capa de hielo de entre 3 y 6 mm comenzaba a fundirse hacia mediodía y se resquebrajaba con vientos flojos de 4-5 m/s. Los paneles de hielo resultantes, de decenas de metros de extensión, flotaban y empujaban varias rocas a la vez a pequeñas velocidades de entre 2 y 5 m/min. Sus trayectorias dependían de la dirección y velocidad tanto del viento como de la corriente de agua que fluía bajo el hielo.Esto es diferente a las hipótesis previas que sugerían fuertes vientos soplando sobre gruesas capas de hielo. 